# Gentiana oschtenica
Gentiana oschtenica là một loài thực vật có hoa trong họ Long đởm. Loài này được Woronow mô tả khoa học đầu tiên.